# Tavolozza (pittura)

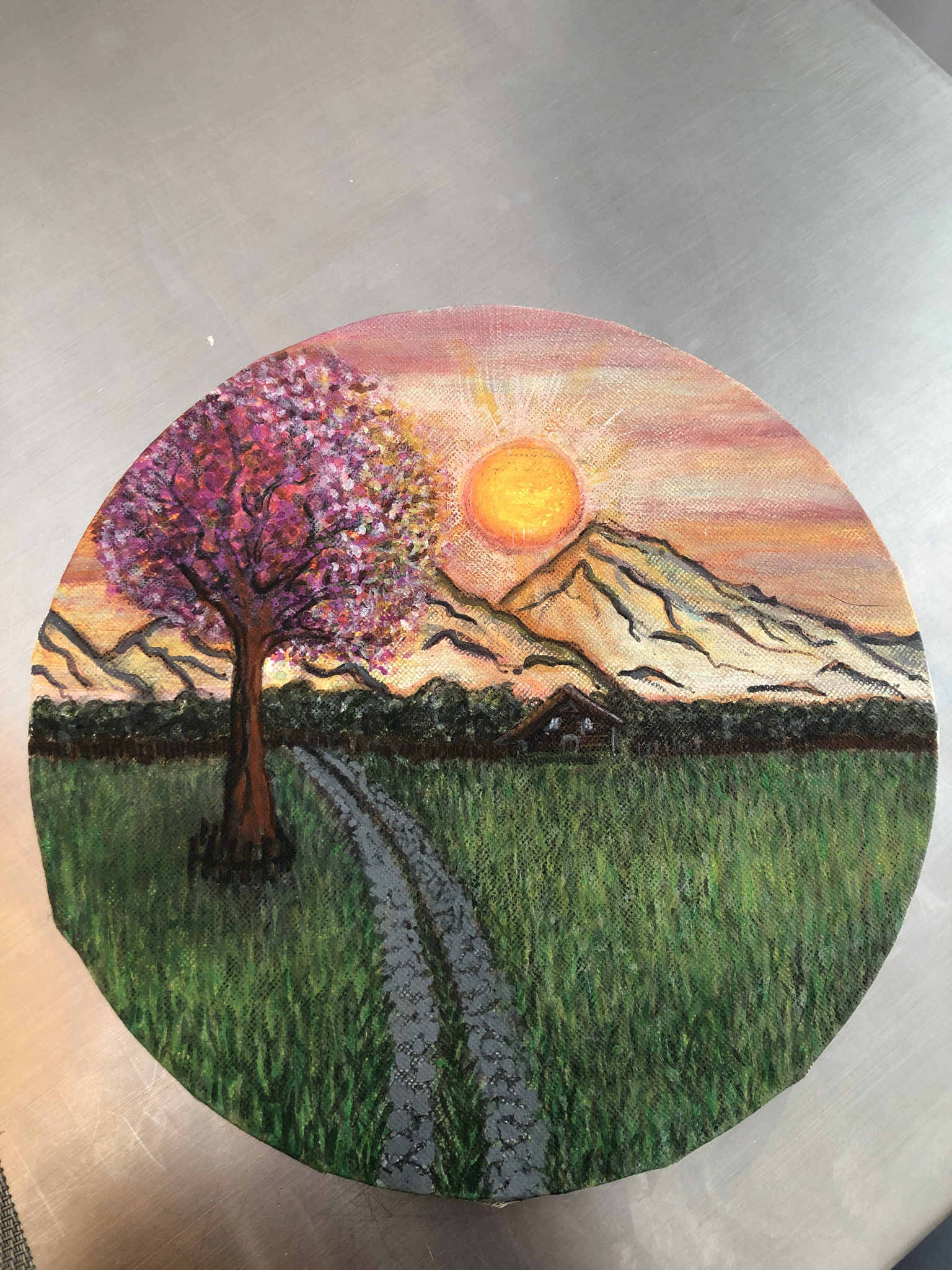
Un esempio

La tavolozza è uno strumento utilizzato in pittura per preparare e mescolare i colori prima della loro stesura sul supporto pittorico. Può avere varie forme e dimensioni, ma solitamente è una piccola asse o tavoletta (di legno o di plastica, di forma ovale o rettangolare), dotata di un foro che permette di sorreggerla infilandovi il pollice e facendo aderire l'oggetto al braccio.
Si è comunemente creduto che l'oggetto in questione sia stato creato per esigenze artistiche (necessità di avere colori a portata di mano), correlate in gran parte allo stile di pittura impressionistico en plein air.

## Tavolozza umida
Variante moderna che in inglese viene chiamata Sta-Wet Palette o Wet Palette, che permette il mantenimento dei colori freschi per tempi molto maggiori, in quanto essendo munita di una base umida (caratterizzata da un tappetino spugnoso impregnato d'acqua) e di una superficie di controllo del tipo semi-poroso (simile alla carta da forno), che permette la stesura dei colori, senza che l'acqua sottostante li diluisca eccessivamente, il tutto contenuto in un guscio inferiore, che può essere corredato da un guscio superiore che può essere munito di guarnizione e che permette di chiudere e sigillare la tavolozza, il che permette di riprenderne l'utilizzo anche a distanza di ore se non di giorni.